# نورما بينجل
نورما أباريسيدا ألميدا بينتو غيمارايس ديوريا بينجل (بالبرتغالية: Norma Bengell‏) (21 فبراير 1935 - 9 أكتوبر 2013)  ممثلة ونجمة مسرح وكاتبة سيناريو ومخرجة برازيلية.

## سيرة شخصية
ولدت بينجل في ريو دي جانيرو، البرازيل. وهي ابنة لمؤلف بيانو ألماني وامرأة شابة برازيلية غنية من المنطقة الجنوبية في ريو دي جانيرو، حرم والدها من والدتها لأن والديه لم يوافقوا على العيش مع رجل بدون زواج، وعاش بينجل في ظروف متواضعة في كوباكابانا في سن العاشرة، انفصل والداها، ولأن والدتها لم تستطع دعمها مالياً، عاشت بينجل مع والدها وأجدادها من الأب في ألمانيا. كونها شابة متمردة، تم تدريبها في كلية الراهبات، ثم طُردت، وتركت دراستها عائدة للعيش في البرازيل مع والدتها. بعد فترةٍ صعبة من حياتها بدأت العمل في أوائل الخمسينيات، أولاً كمؤدية ثم بعد ذلك كنجمة مسرح المجلة، حيث طورت مهنتها الغنائية.

## المهنة

وزير العدل يستقبل الفنانة نورما بنجيل عام 1968

كانت بينجل ناشطةً في صناعة الأفلام منذ عام 1959، ظهرت في العديد من الإنتاجات الدولية، بما في ذلك فترة ممتدة خلال منتصف الستينيات من القرن الماضي وشاركت في الإنتاج الإيطالي، اشتهرت ببطولتها مع ألبرتو سوردي في أعمال مثل مافيوسو ألبرتو لاتوادا (1962) وفي سيرجيو كوربوتشي( The Hellbenders 1967).
كان لها دور مميز في فيلم أنسيلمو دوارتي (1962) ، الدراما البرازيلية التي تم ترشيحها لجائزة الأوسكار لأفضل فيلم بلغة أجنبية في عام 1963 وفازت بالنخيل الذهبي في مهرجان كان السينمائي في عام 1962. في وقت سابق في العام الماضي ، كما أثار دورها في فيلم Os Cafajestes جدلاً اجتماعيًا واسعًا.

## الوفاة
في 9 أكتوبر 2013 توفيت نورما بسرطان الرئة عن 78 عامًا في مسقط رأسها ريو دي جانيرو.

## وصلات خارجية
- نورما بينجل على موقع IMDb (الإنجليزية)
- نورما بينجل على موقع ألو سيني (الفرنسية)
- نورما بينجل على موقع ميوزك برينز (الإنجليزية)
- نورما بينجل على موقع أول موفي (الإنجليزية)
- نورما بينجل على موقع ديسكوغز (الإنجليزية)
- نورما بينجل على موقع قاعدة بيانات الفيلم (الإنجليزية)
- نورما بينجل على موقع كينوبويسك (الروسية)